# Musée et jardins japonais Morikami
Le musée et jardins japonais Morikami est un site consacré à l'art et à la culture japonaise. Il est situé en Floride aux États-Unis. Il est composé de deux pavillons, un jardin de bonsaïs et un grand parc de style japonais roji.

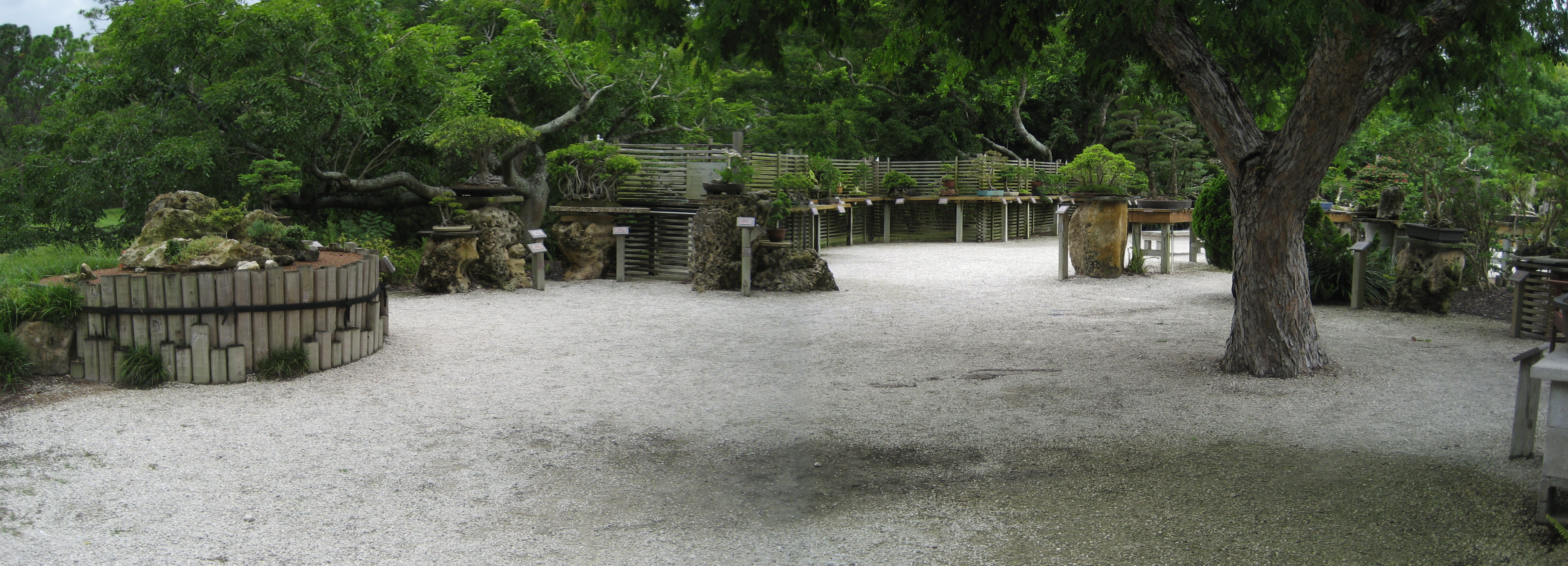
Jardin de bonsaïs dans les jardins Morikami.

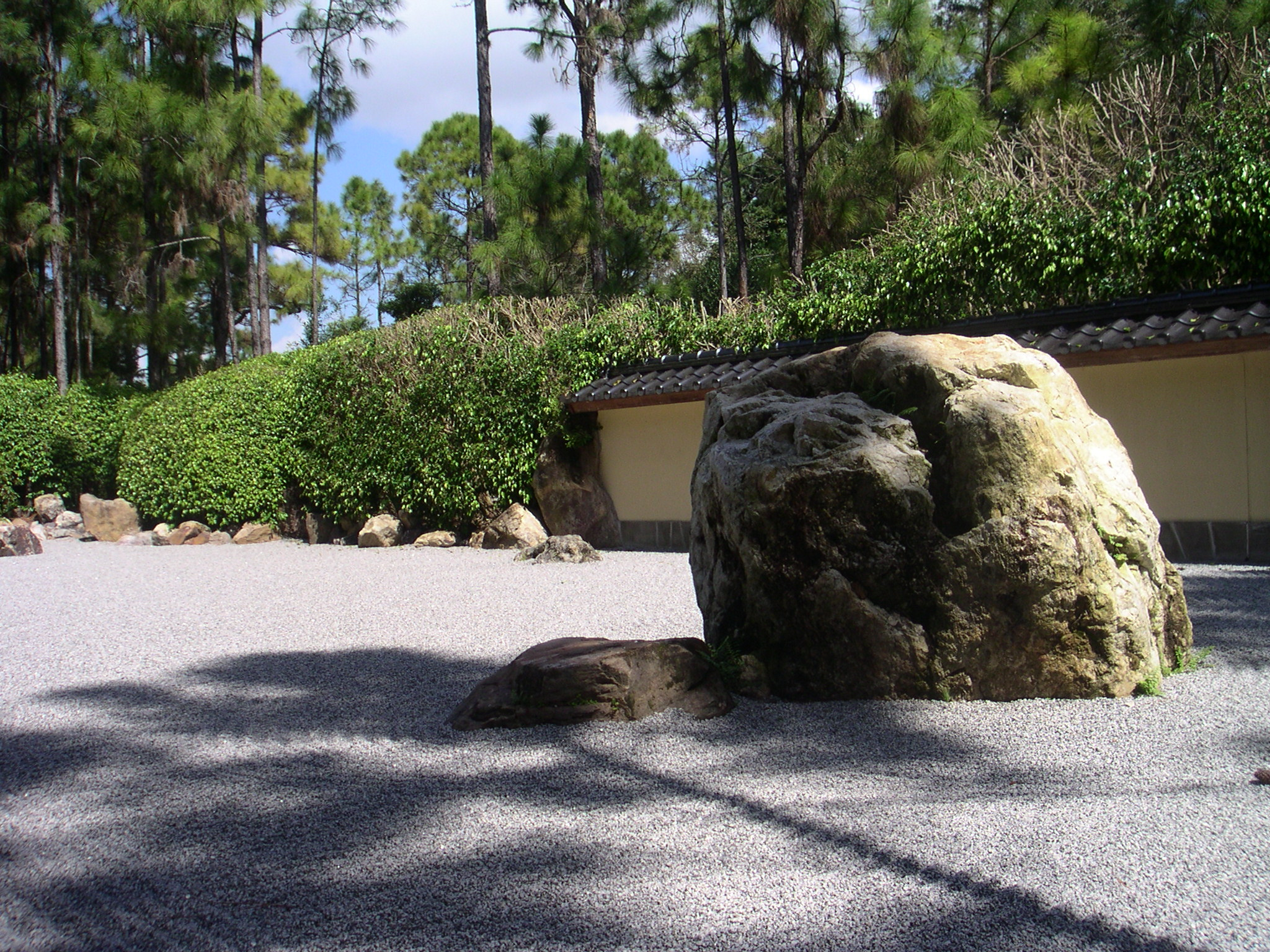
Jardin de pierres.

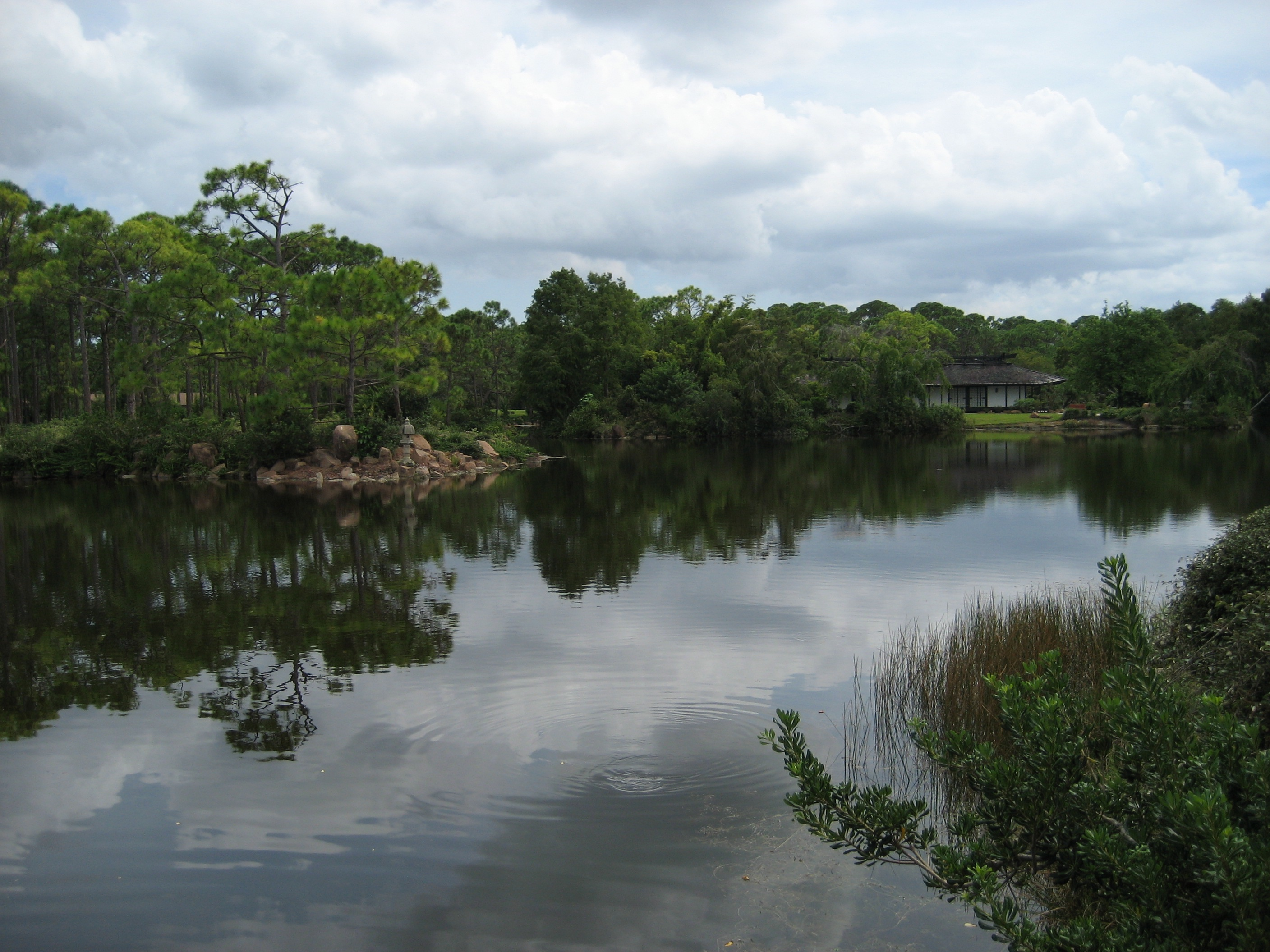
Le lac devant l'île où se trouvent le pavillon Yamato et un tōrō.

L'ensemble provient de la communauté japonaise établie en Floride au début du XXe siècle et qui fonde une colonie du nom de Yamato, un ancien nom du Japon. Au milieu des années 1970, Geroge Sukeji Morikami cède son domaine à l'État dans le but d'y créer un parc dédié à la mémoire de la colonie Yamato. Les jardins et le musée ouvrent en 1977 sur une surface aménagée de 16 acres.
Le pavillon principal est inauguré en 1993, la même année que l'aménagement du jardin roji. On y présente des expositions et différentes célébrations japonaises, dont la cérémonie du thé. Dans les jardins eux-mêmes, le pavillon Yamato reproduit une habitation traditionnelle du Japon. Les pièces sont aménagées selon diverses thématiques, l'école, le Shinkansen, la cuisine, etc. Une pièce est consacrée à l'histoire de la colonie Yamato.
Le vaste jardin reproduit de multiples aspects des aménagements japonais. On y retrouve d'antiques lanternes de pierre (des tōrō), un grand lac, des cascades, des ponts de bois de style traditionnel, des jardins de bambous, des shishi-odoshi traditionnellement destinés à faire fuir les animaux, des aménagements de pierres symbolisant des plans d'eau, ainsi qu'une impressionnante collection de bonsaïs.